# Émile Malon
Émile Malon est un homme politique français né le 16 août 1888 au Teilleul (Manche) et décédé le 28 septembre 1940 au Teilleul.
Médecin, il exerce au Teilleul, dont il devient maire en 1938. Député de la Manche de 1937 à 1940 et siège comme non inscrit.

## Sources
- « Émile Malon », dans le Dictionnaire des parlementaires français (1889-1940), sous la direction de Jean Jolly, PUF, 1960 [détail de l’édition]